# Toshihiko Uchiyama
Toshihiko Uchiyama (jap. 内山 俊彦 Uchiyama Toshihiko; ur. 21 października 1978) – japoński piłkarz występujący na pozycji obrońcy.

## Kariera klubowa
Od 1998 do 2012 roku występował w klubach Montedio Yamagata, Vissel Kobe, Ventforet Kofu i Vegalta Sendai.